# Kaolinit
Kaolinit là một khoáng vật sét với công thức hóa học Al2Si2O5(OH)4, được hình thành do quá trình phong hóa của fenspat, chủ yếu là octodaz và anbit. Quá trình phong hóa trên được gọi là quá trình kaolin hóa. Nó là khoáng vật silicat với một tấm tứ diện liên kết thông qua các nguyên tử oxy với một tấm bát diện là alumina. Các loại đất sét giàu kaolinit gọi là đất sét trắng, đất sét cao lanh, cao lanh hay kaolin.
Tên gọi của nó xuất phát từ 高岭 ("Cao Lĩnh") tại Cảnh Đức Trấn, tỉnh Giang Tây, Trung Quốc. Kaolinit lần đầu tiên được miêu tả như là một loại khoáng vật vào năm 1867 cho khoảng sản thu được tại thung lũng sông Jari ở Brasil.
Kaolinit có độ co giãn và dung lượng trao đổi cation thấp (1-15 meq/100g). Nó là khoáng vật mềm, dạng đất, thường có màu trắng (đất sét phyllosilicat nhị bát diện), được sinh ra do phong hóa hóa học của các khoáng vật silicat nhôm như fenspat. Tại nhiều nơi trên thế giới, nó có màu hồng-cam-đỏ do lẫn oxide sắt, tạo cho nó màu nâu đỏ gỉ sắt dễ thấy. Các hàm lượng nhỏ hơn sinh ra màu trắng, vàng hay cam nhạt. Các lớp xen kẽ nhau đôi khi cũng được tìm thấy, chẳng hạn tại vườn bang hẻm núi Providence tại bang Georgia, Hoa Kỳ.

## Chi phối trong các loại đất vùng nhiệt đới
Sét chứa kaolinit có phổ biến trong đất được hình thành từ phong hóa hóa học của đá trong điều kiện khí hậu nóng ẩm - chẳng hạn trong các khu vực rừng mưa nhiệt đới. Khi so sánh đất dọc theo gradient về phía khí hậu khô hơn hay mát hơn thì tỷ lệ kaolinit giảm xuống, trong khi tỷ lệ của các khoáng vật sét khác, như illit (trong khí hậu mát hơn) hay smectit (trong khí hậu khô hơn) lại tăng lên. Các khác biệt phụ thuộc vào khí hậu như vậy trong hàm lượng khoáng vật sét thường được sử dụng để suy ra các thay đổi về khí hậu trong quá khứ địa chất, trong đó các loại đất cổ đã bị vùi lấp và bảo tồn.

## Biến đổi cấu trúc
Các loại sét kiểu kaolin trải qua một chuỗi các biến đổi pha dưới tác động của nhiệt trong không khí ở điều kiện áp suất thông thường. Sự khử hydroxyl thu nhiệt (hay nói cách khác là khử nước) bắt đầu ở 550-600 °C để sinh ra metakaolin (Al2Si2O7) không có trật tự, nhưng sự mất hydroxyl (-OH) tiếp diễn được quan sát tới 900 °C và góp phần vào sự oxy hóa dần dần của metakaolin (Bellotto và ctv., 1995). Do sự bất đồng lịch sử liên quan tới bản chất của pha metakaolin, các nghiên cứu bao quát chung đã dẫn tới sự đồng thuận chung rằng metakaolin không phải chỉ là hỗn hợp đơn giản của silica (SiO2) vô định hình và alumina (Al2O3), mà là một cấu trúc vô định hình phức tạp trong đó duy trì một số trật tự phạm vi dài hơn (nhưng một cách chặt chẽ thì không kết tinh) do sự chồng đống của các lớp lục giác của nó (Bellotto và ctv., 1995).
2Al2Si2O5(OH)4 —> 2Al2Si2O7 + 4H2O
Nung nóng tiếp tới 925-950 °C sẽ chuyển hóa metakaolin thành một dạng spinel khuyết nhôm-silic (Si3Al4O12), đôi khi được nói tới như là cấu trúc kiểu gama-alumina:
2Al2Si2O7 —> Si3Al4O12 + SiO2
Khi nung nóng tới khoảng 1.050 °C, pha spinel (Si3Al4O12) kết nhân và chuyển đổi thành mullit (3Al2O3•2SiO2) cùng cristobalit (SiO2) có độ kết tinh cao:
3Si3Al4O12 —> 2Si2Al6O13 + 5SiO2

## Sử dụng
Kaolinit được sử dụng trong gốm sứ, y tế, giấy hồ, cũng như phụ gia thực phẩm (E559), trong thuốc đánh răng, cũng như vật liệu khuếch tán ánh sáng trong một số loại đèn nóng sáng cho ánh sáng trắng và trong mỹ phẩm. Nó nói chung là thành phần chính trong sản xuất đồ sứ.
Nó cũng được sử dụng trong sơn để khuếch tán rộng dioxide titan (TiO2) và biến đổi mức độ bóng; trong cao su cho các tính chất bán-tăng cường và trong các chất kết dính để biến đổi tính chất lưu biến học.
Ứng dụng lớn nhất có lẽ là trong sản xuất giấy, bao gồm các việc tạo độ bóng trên một số chủng loại giấy. Các dạng kaolin phẩm cấp thương mại được cung cấp và vận chuyển ở dạng bột khô, các viên nửa khô hay hồ nhão.
Gần đây hơn và cũng hạn chế hơn, việc sử dụng nó dưới dạng bình xịt với công thức đặc biệt được áp dụng đặc biệt cho các loại hoa quả, rau cỏ để xua đuổi hay ngăn chặn sâu bọ gây hại, và ít nhất đối với táo là để ngăn ngừa cháy nắng. Sử dụng truyền thống là để làm dịu rối loạn dạ dày, tương tự như cách mà các con vẹt (và sau này là con người) tại Nam Mỹ nguyên thủy đã sử dụng nó. Cho tới đầu thập niên 1990, nó là chất hoạt hóa trong thuốc chống tiêu chảy Kaopectate.
Trong tháng 4 năm 2008, Trung tâm Nghiên cứu Y học của Hải quân Mỹ thông báo việc sử dụng thành công các hạt aluminosilicat kích thước nano có nguồn gốc từ kaolinit trong các loại gạc truyền thống như QuikClot® Combat Gauze.

## Phổ biến
Kaolinit là một trong số các khoáng vật phổ biến nhất; nó được khai thác như là kaolin tại Brasil, Pháp, Vương quốc Anh, Đức, Ấn Độ, Australia, Hàn Quốc, Cộng hòa Nhân dân Trung Hoa và Hoa Kỳ. 

### Tại Việt Nam
Trữ lượng cao lanh ở Việt Nam dự báo khoảng 15 triệu tấn, hàm lượng Al2O3 trong kaolin khoảng từ 29-38%. Quặng kaolin tập trung chủ yếu ở các tỉnh như Lào Cai, Yên Bái, Phú Thọ, Quảng Ninh, Tuyên Quang, Lâm Đồng, Đồng Nai. Đáng chú ý là cao lanh Lâm Đồng, được hình thành do quá trình phong hóa của natri-calci fenspat, trong đó fenspat kiềm chiếm ưu thế (anbit). Thường phân bố dài khoảng 5 đến 10 km, với bề dày khoảng 5 đến 10 m. Cao lanh Đà Lạt tập trung ở Prenn, Trại Mát và Bảo Lộc.

## Linh tinh

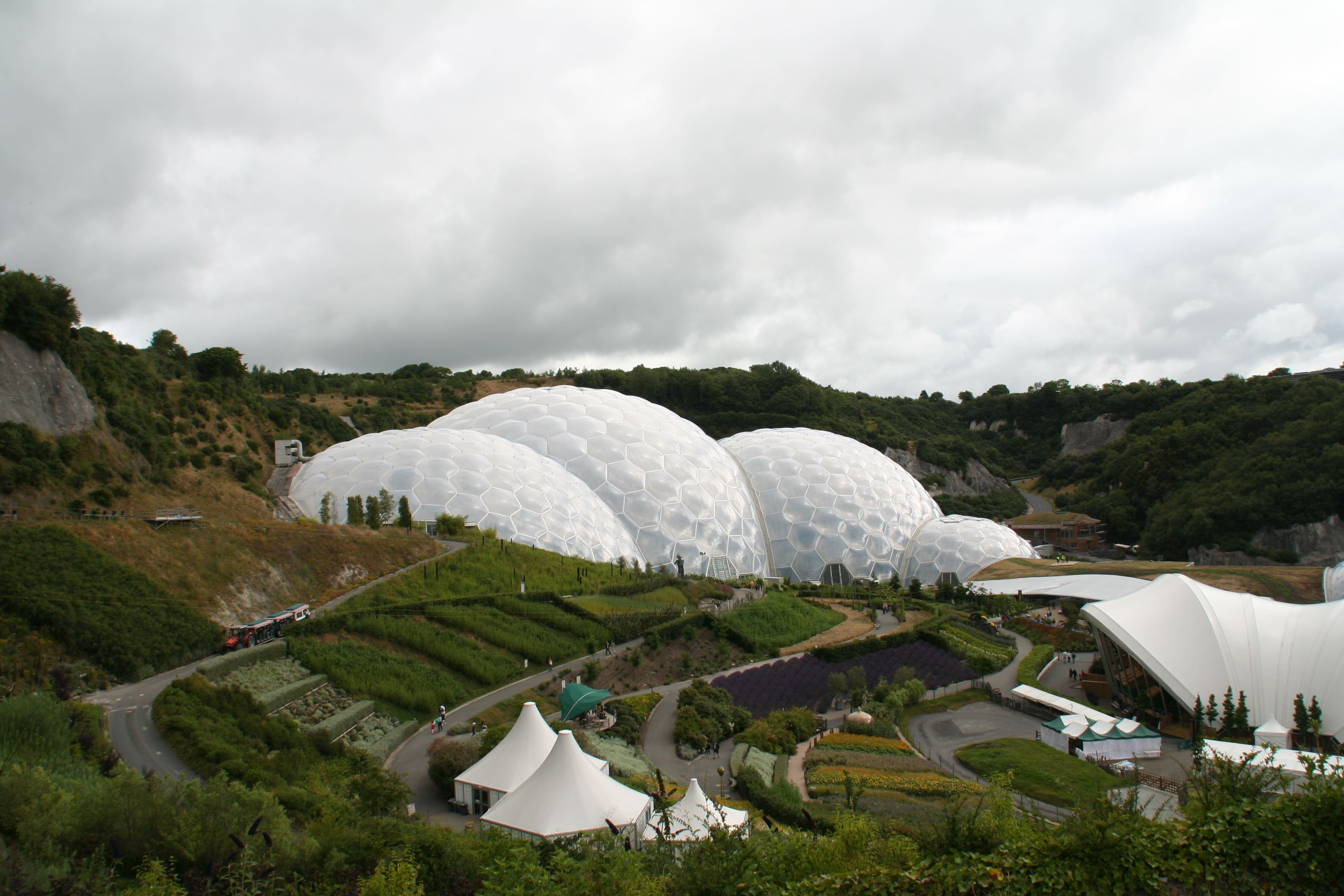
Dự án Eden.

Tinh thể học kaolinit đóng vai trò trong công trình của Linus Pauling về bản chất của liên kết hóa học.
Dự án Eden, một tổ hợp môi trường gần St Austell, Cornwall, Anh, được xây dựng trong mỏ đất sét trắng bỏ hoang.
Sandersville, một thị trấn nhỏ tại bang Georgia, Hoa Kỳ, tổ chức lễ hội kaolin hàng năm. Sandersville có các mỏ kaolin lớn trong khắp thị trấn và các khu vực cận kề bao quanh. Nền kinh tế của thị trấn này cũng dựa vào công nghiệp kaolin.

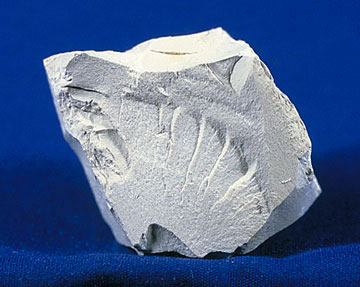
Kaolin.

Khi bị nung nóng tới 650-900 °C kaolinit bị mất nước để tạo ra metakaolin. Theo Hiệp hội Bê tông đúc sẵn Hoa Kỳ thì nó là vật liệu kết dính bổ trợ (SCM), khi thêm vào hỗn hợp trộn bê tông thì metakaolin tác động tới tốc độ hydrat hóa của xi măng Portland khi thay thế xi măng Portland bằng metakaolin tới 20% theo trọng lượng.
Các thợ gốm sứ thường biểu diễn vật liệu này như là các oxide, vì thế họ viết công thức của kaolinit như là Al2O3▪2(SiO2)▪2(H2O) với thành phần lý thuyết: Al2O3: 39,48%; SiO2: 46,6%; H2O: 13,92%. Công thức này cũng hữu ích để miêu tả quá trình nung đất sét như là kaolin bị mất 2 phân tử nước, được gọi là nước "hóa học", khi nung tới nhiệt độ đủ cao. Nó là khác biệt với nước "vật lý" của đất sét, là nước sẽ bị mất đi do bay hơi và không phải một phần của công thức hóa học.